# Кукавица (Власотинце)
Кукавица је насеље у Србији у општини Власотинце у Јабланичком округу. Према попису из 2022. било је 375 становника.

## Демографија
У насељу Кукавица живи 415 пунолетних становника, а просечна старост становништва износи 39,9 година (38,7 код мушкараца и 41,1 код жена). У насељу има 131 домаћинство, а просечан број чланова по домаћинству је 4,08.
Ово насеље је великим делом насељено Србима (према попису из 2002. године).
|  |

| Демографија | Демографија | Демографија |
| Година      | Становника  | Становника  |
| ----------- | ----------- | ----------- |
| 1948.       | 526         |             |
| 1953.       | 536         |             |
| 1961.       | 534         |             |
| 1971.       | 525         |             |
| 1981.       | 534         |             |
| 1991.       | 539         | 539         |
| 2002.       | 535         | 536         |
| 2011.       | 458         |             |
| 2022.       | 375         |             |

| Етнички састав према попису из 2002.‍ | Етнички састав према попису из 2002.‍ | Етнички састав према попису из 2002.‍ | Етнички састав према попису из 2002.‍ | Етнички састав према попису из 2002.‍ |
| ------------------------------------ | ------------------------------------ | ------------------------------------ | ------------------------------------ | ------------------------------------ |
|                                      |                                      |                                      |                                      |                                      |
| Срби                                 | Срби                                 |                                      | 533                                  | 99,62%                               |
| Мађари                               | Мађари                               |                                      | 1                                    | 0,18%                                |
| Македонци                            | Македонци                            |                                      | 1                                    | 0,18%                                |

| Година пописа     | 1948. | 1953. | 1961. | 1971. | 1981. | 1991. | 2002. |
| ----------------- | ----- | ----- | ----- | ----- | ----- | ----- | ----- |
| Број домаћинстава | 82    | 83    | 93    | 110   | 128   | 121   | 131   |

| Број чланова      | 1  | 2  | 3  | 4  | 5  | 6  | 7 | 8 | 9 | 10 и више | Просек |
| ----------------- | -- | -- | -- | -- | -- | -- | - | - | - | --------- | ------ |
| Број домаћинстава | 12 | 19 | 16 | 28 | 22 | 24 | 9 | 1 | 0 | 0         | 4,08   |

| Пол    | Укупно | Неожењен/Неудата | Ожењен/Удата | Удовац/Удовица | Разведен/Разведена | Непознато |
| ------ | ------ | ---------------- | ------------ | -------------- | ------------------ | --------- |
| Мушки  | 225    | 46               | 155          | 24             | 0                  | 0         |
| Женски | 214    | 27               | 154          | 31             | 2                  | 0         |
| УКУПНО | 439    | 73               | 309          | 55             | 2                  | 0         |

| Пол    | Укупно                    | Пољопривреда, лов и шумарство | Рибарство                            | Вађење руде и камена | Прерађивачка индустрија       |
| ------ | ------------------------- | ----------------------------- | ------------------------------------ | -------------------- | ----------------------------- |
| Мушки  | 113                       | 36                            | 0                                    | 0                    | 25                            |
| Женски | 47                        | 21                            | 0                                    | 0                    | 17                            |
| УКУПНО | 160                       | 57                            | 0                                    | 0                    | 42                            |
| Пол    | Производња и снабдевање   | Грађевинарство                | Трговина                             | Хотели и ресторани   | Саобраћај, складиштење и везе |
| Мушки  | 1                         | 32                            | 4                                    | 2                    | 4                             |
| Женски | 1                         | 1                             | 2                                    | 0                    | 0                             |
| УКУПНО | 2                         | 33                            | 6                                    | 2                    | 4                             |
| Пол    | Финансијско посредовање   | Некретнине                    | Државна управа и одбрана             | Образовање           | Здравствени и социјални рад   |
| Мушки  | 0                         | 0                             | 0                                    | 2                    | 2                             |
| Женски | 0                         | 0                             | 0                                    | 0                    | 4                             |
| УКУПНО | 0                         | 0                             | 0                                    | 2                    | 6                             |
| Пол    | Остале услужне активности | Приватна домаћинства          | Екстериторијалне организације и тела | Непознато            | Непознато                     |
| Мушки  | 2                         | 0                             | 0                                    | 3                    | 3                             |
| Женски | 0                         | 0                             | 0                                    | 1                    | 1                             |
| УКУПНО | 2                         | 0                             | 0                                    | 4                    | 4                             |